# Tilia maximowicziana
Tilia maximowicziana är en malvaväxtart som beskrevs av Homi Shirasawa. Tilia maximowicziana ingår i släktet lindar, och familjen malvaväxter. Utöver nominatformen finns också underarten T. m. yesoana.

## Bildgalleri

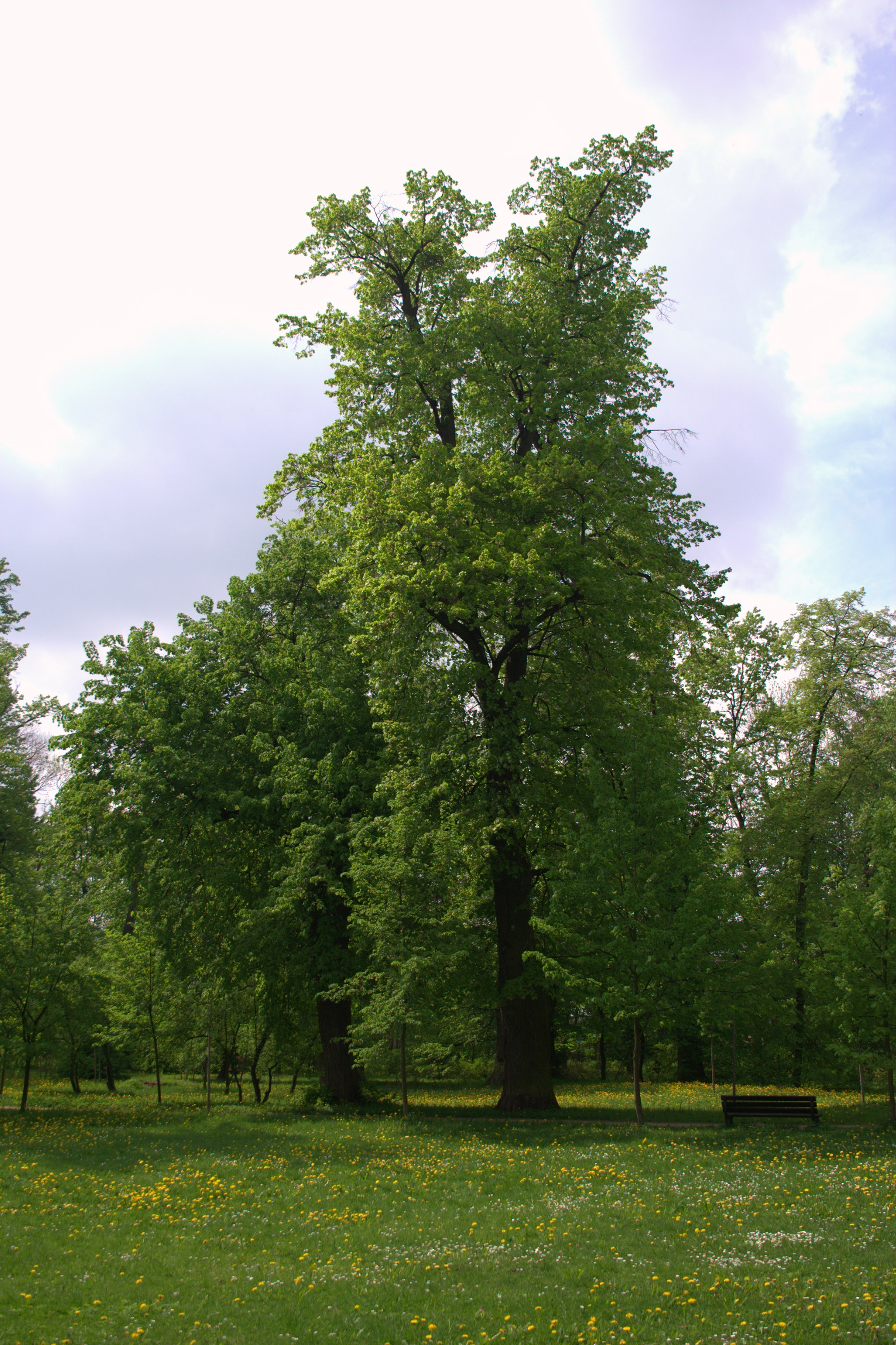
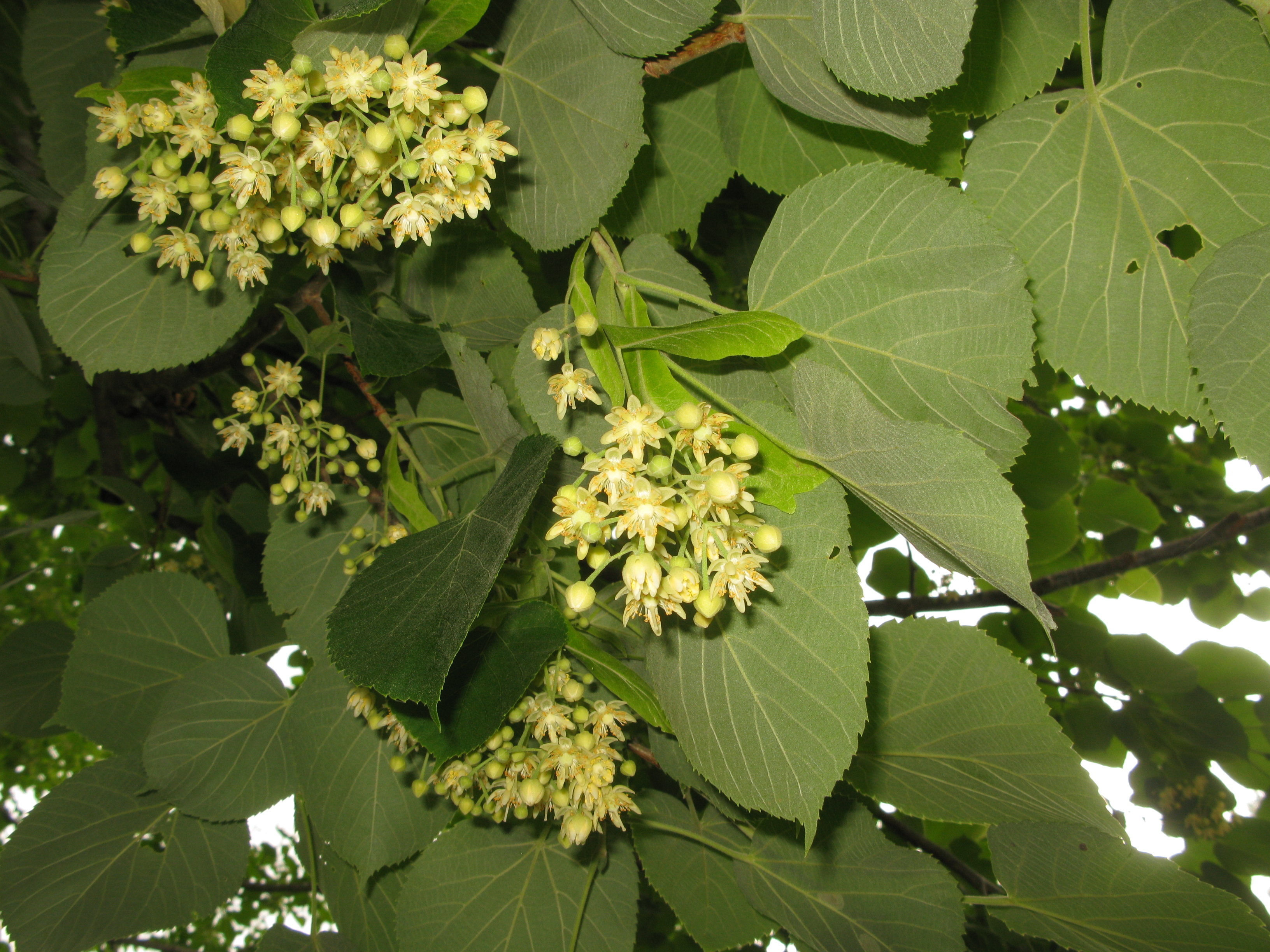
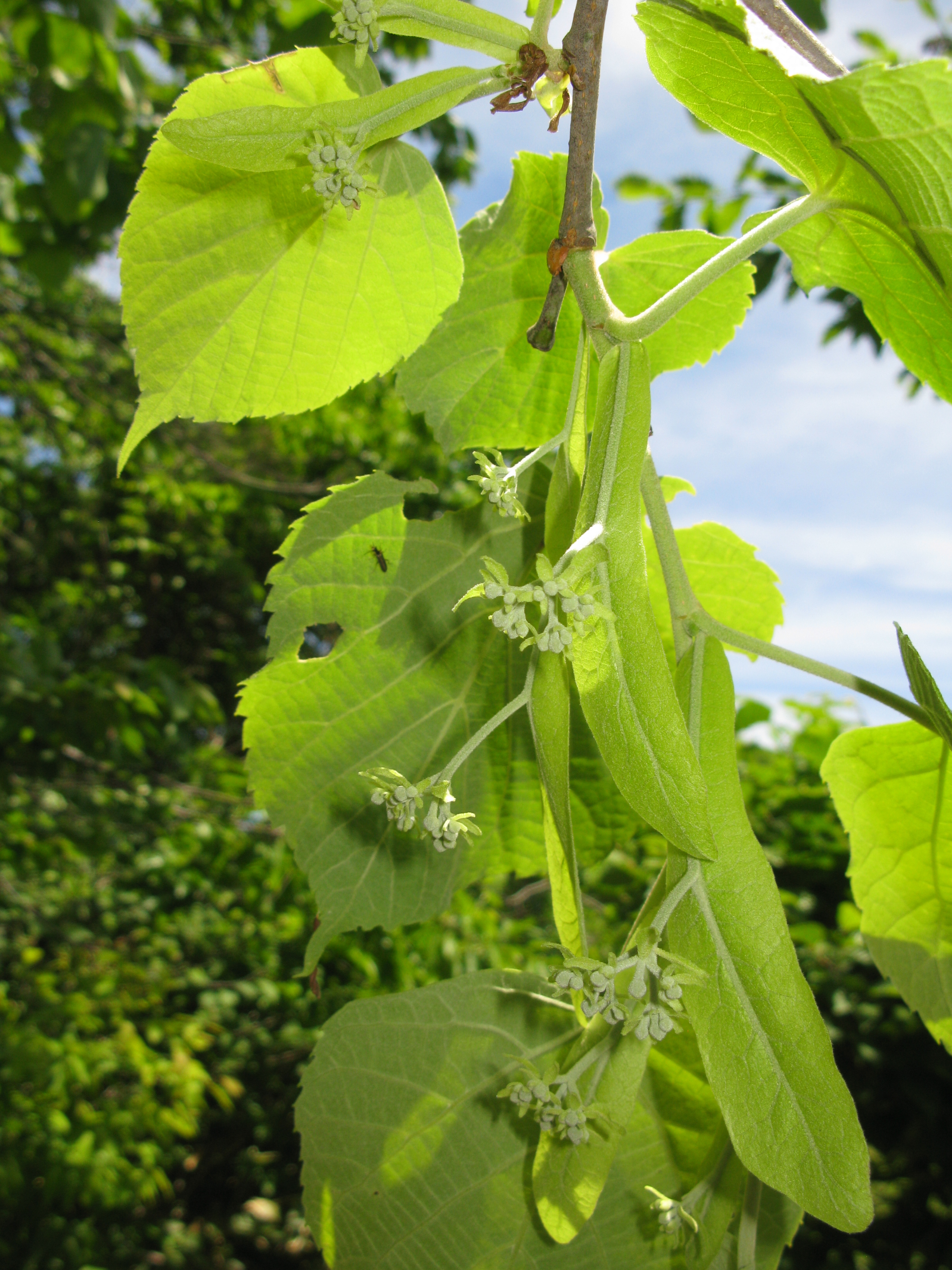
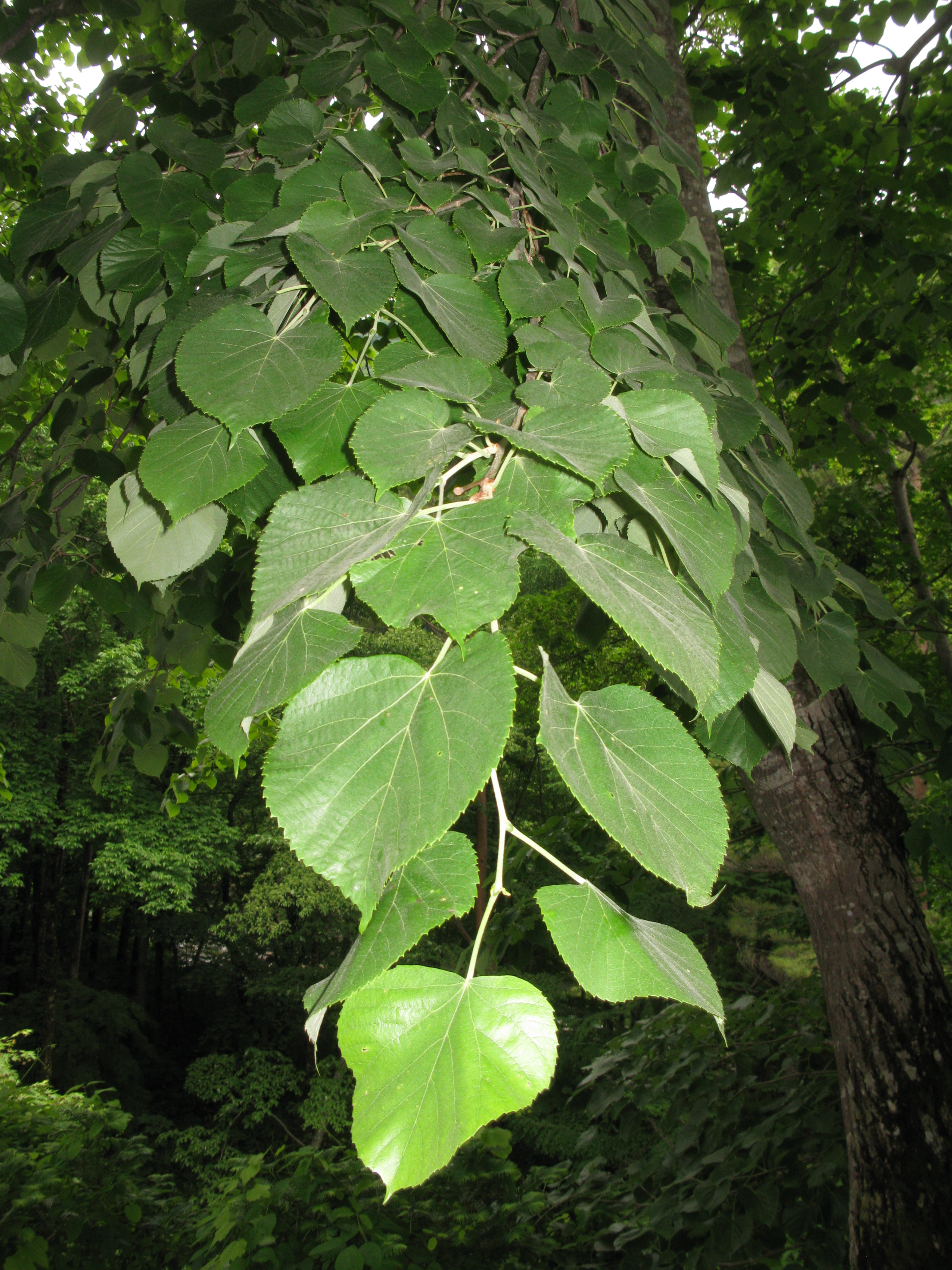
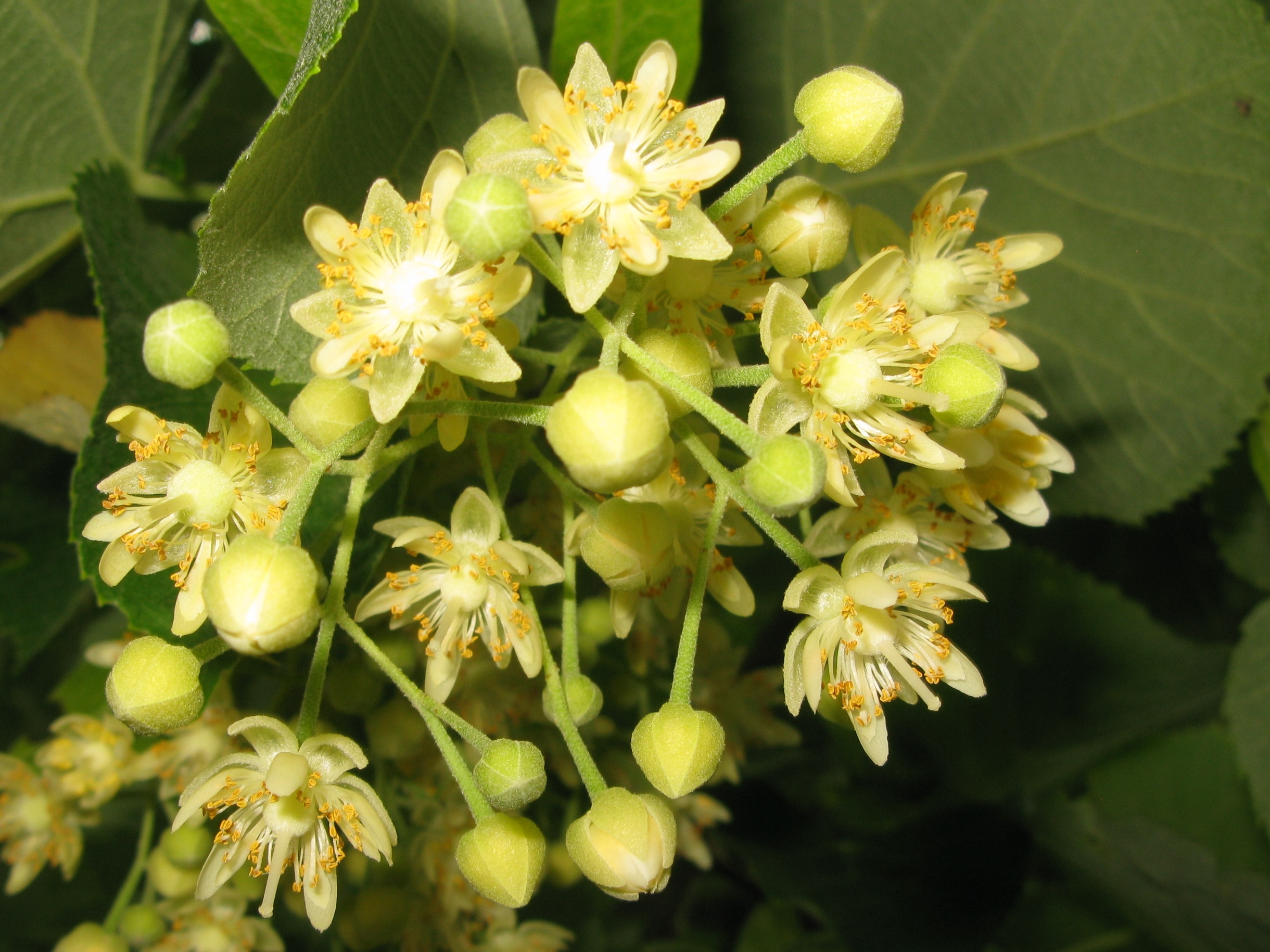
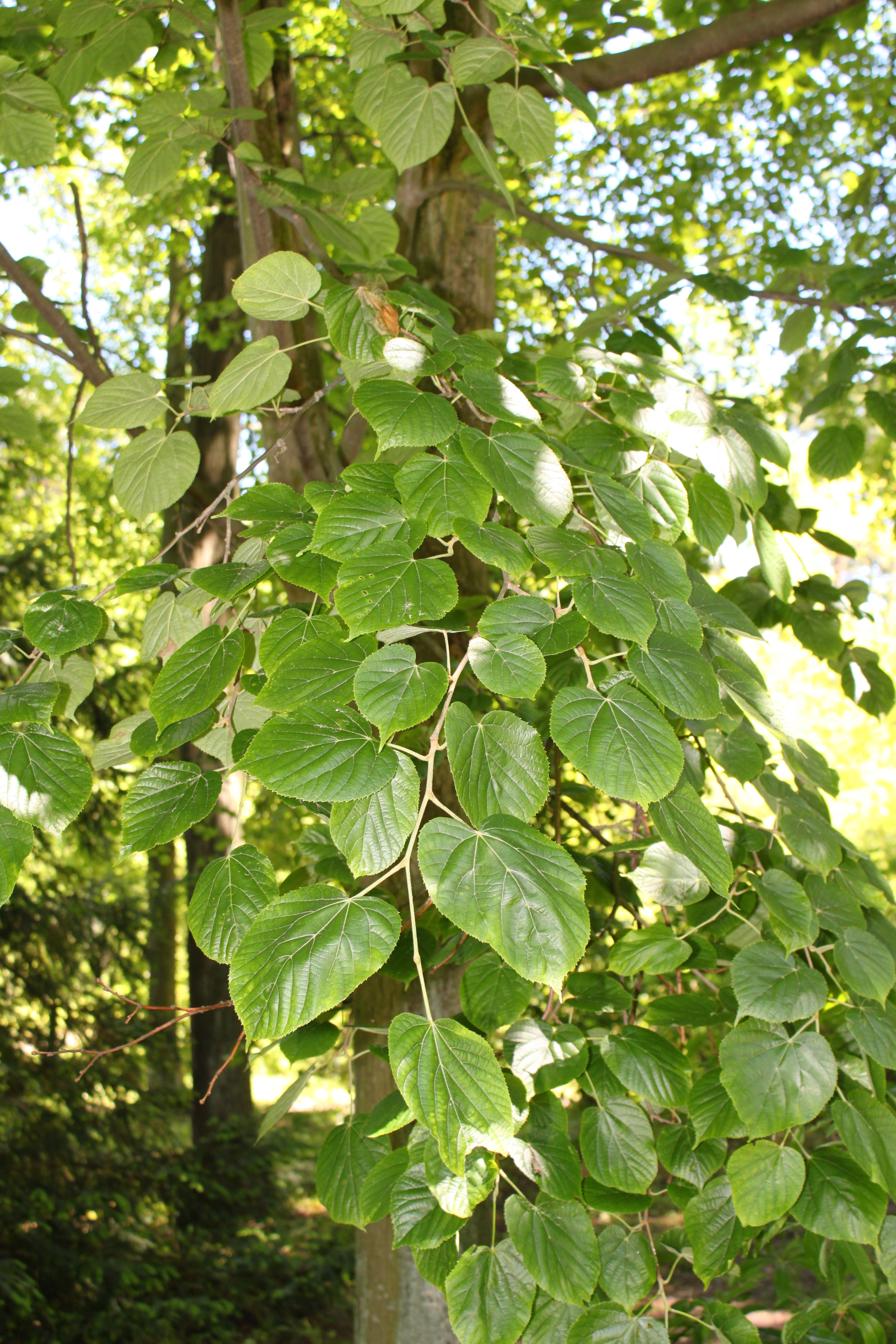